# جزيرة حصر
جزيرة حصر هي إحدى الجزر الواقعة في البحر الأحمر، وتتبع منطقة عسير جنوب غرب السعودية. تبلغ مساحة الجزيرة نحو 1,1 كم2 وتبعد عن الساحل بحوالي 0,80 ميل بحري.